# Ламли-Саундерсон, Ричард, 6-й граф Скарборо
Ричард Ламли-Саундерсон, 6-й граф Скарборо (англ. Richard Lumley-Saunderson, 6th Earl of Scarbrough; 16 апреля 1757 — 17 июня 1832) — британский пэр и политик. Он был известен как Достопочтенный Ричард Ламли-Саундерсон с 1757 по 1807 год.

## Происхождение и образование
Родился 16 апреля 1757 года. Второй сын Ричарда Ламли-Саундерсона, 4-го графа Скарборо (1725—1782), и Барбары Сэвил (? — 1797), дочери сэра Джорджа Сэвила, 7-го баронета, и сестры и наследницы сэра Джорджа Сэвила, 8-го баронета. Он получил образование в Итонском колледже.
Он унаследовал значительные поместья (Раффорд-Эбби и Торнхилл-Холл) после смерти своего дяди по материнской линии в 1784 году, взяв на себя дополнительную фамилию Сэвил. Когда он позже унаследовал титул и поместья своего брата в 1807 году (и отказался от своего предыдущего наследства), он заменил фамилию Сэвил на Саундерсон.

## Карьера
Он служил в британской армии корнетом в 10-м драгунском полку (1775), был произведен в лейтенанты в 1778 году, а в 1780 году стал капитаном 86-го пехотного полка. Он вышел в отставку в 1784 году.
Он заседал в Палате общин Великобритании от Линкольна (1784—1790). Главный шериф графства Ноттингемшир в 1793—1794 годах.
5 сентября 1807 года после смерти своего бездетного старшего брата, Джорджа Ламли-Саундерсона, 5-го графа Скарборо (1753—1807), Ричард Ламли-Саундерсон унаследовал титулы 6-го графа Скарборо (Пэрство Англии), 7-го виконта Ламли из Уотерфорда (Пэрство Ирландии), 6-го барона Ламли из замка Ламли (Пэрство Англии) и 6-го виконта Ламли (Пэрство Англии), став членом Палаты лордов Великобритании.
25 мая 1787 года Ричард Ламли-Саундерсон женился на достопочтенной Генриетте Уиллоуби (30 июля 1766 — март 1846), старшей дочери Генри Уиллоуби, 5-го барона Мидлтона, и Дороти Картрайт. Их брак был бездетным.
Лорд Скарбро скончался в июне 1832 года в возрасте 75 лет. Ему наследовал его младший брат, преподобный Джон Ламли-Сэвил.